# Terinos intermedia
Terinos intermedia är en fjärilsart som beskrevs av Godfrey 1916. Terinos intermedia ingår i släktet Terinos och familjen praktfjärilar. Inga underarter finns listade i Catalogue of Life.